# Кандагар (провинция)
Кандага́р (пушту کندهار‎, дари قندهار — Кандахар) — одна из тридцати четырёх провинций (вилаятов) Афганистана. Расположен в южном Афганистане, между провинциями Гильменд, Урузган и Забул. Административный центр — город Кандагар. Территория — 54 022 км² с населением 1 070 200 чел., более 300 000 из которых проживают в городе Кандагаре.

## География
Большую часть провинции занимает Баквийская пустыня. Вокруг города Кандагар расположен оазис, где произрастает шелковица и кипарисы.
Кандагар славится выращиванием винограда и кишмиша (изюм), гранатов, пальмы и абрикосов. Большую роль в экономике провинции играет животноводство, так как значительную часть населения составляют скотоводы-кочевники.
В провинции Кандагар искусственно разводят шесть видов рыбы, но самой распространённой является карп. Первое рыбоводческое хозяйство было построено в провинции в 2012 году. В 2013 их было 6, в 2014 — 92, а в 2015 — уже 176. Десятки жителей провинции обращаются в сельхоздепартамент за разрешением на создание нового хозяйства. Одно такое хозяйство способно производить до 15 тонн свежей рыбы в год.
Продукция продаётся не только в городе Кандагар, но и также экспортируется в соседние провинции.
На территории провинции расположено более 30-ти месторождений полезных ископаемых: флюорита, хрома, золота, мрамора, цинка, магнетита, железа, угля, драгоценных и полудрагоценных камней. В начале августа 2016 года были прекращены тендеры на разработку месторождений магнетита (Хакрез), и мрамора (Шах-Вали-Кот). Был подписан тендер на добычу флюорита в уезде Наиш.
В качестве одного из основных источников занятости для жителей Кандагара служит индустриальный парк «Шорандам». За прошедший солнечный год (с 22 марта 2015 года) было экспортировано 10 тонн мороженого местной фабрики (впервые в истории провинции).

## Административное деление

15 регионов провинции Кандагар

В состав провинции входит 16 районов:
- Аргхандаб (Arghandab);
- Аргхистан (Arghistan);
- Даман (Daman);
- Горак (Ghorak);
- Кандагар (Kandahar) (административный центр);

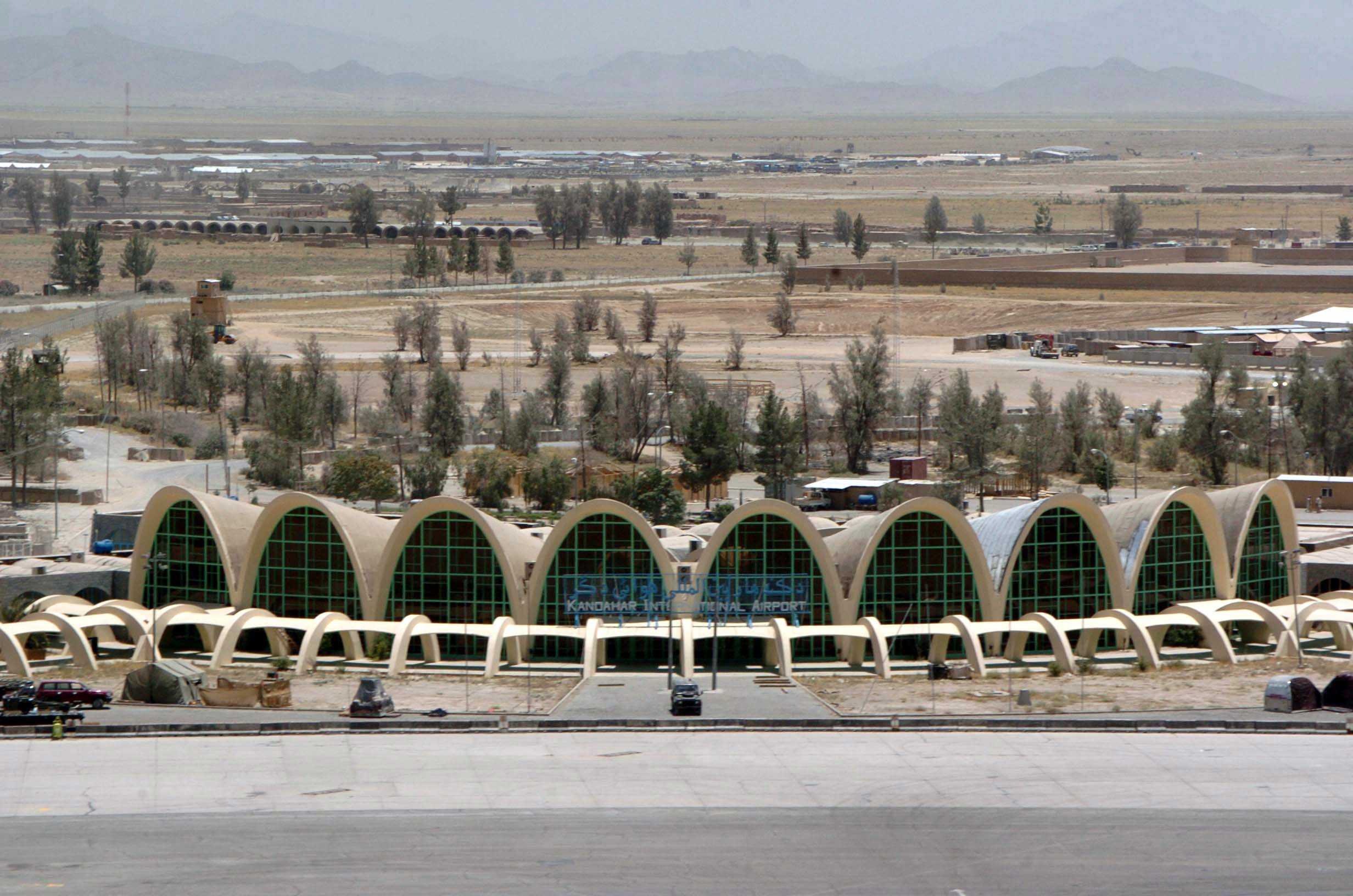
Международный аэропорт Кандагара

- Хакрез (Khakrez);
- Маруф (Maruf);
- Маиванд (Maywand);
- Миияннашеен (Miyannasheen);
- Наиш (Naish);
- Панджвайи (Panjwai);
- Рег (Reg);
- Шах-Вали-Кот (Shah Wali Kot);
- Шорабак (Shorabak);
- Спин-Болдак (Spin Boldak);
- Зари (Zhari).

## Население
Основное население — пуштуны.

## Археология
В 55 км к северо-западу от Кандагара находятся остатки поселения эпохи энеолита, бронзового века и эпохи раннего железа Мундигак.